# Deerfield (Wirginia)
Deerfield – jednostka osadnicza w Stanach Zjednoczonych, w stanie Wirginia, w hrabstwie Augusta.